# Blodsband (roman)
Blodsband är en roman av Ian Rankin, utgiven i Storbritannien år 2003. Engelska originalets titel är A Question of Blood. Hans Lindeberg översatte romanen till svenska 2005. Romanen är den fjortonde i serien om kommissarie Rebus.

## Handling
En före detta elitsoldat går in på en skola och skjuter ihjäl två elever samt sårar en tredje. När detta händer ligger Rebus på sjukhus med brännskadade händer, enligt honom själv för att han skållat sig på hett vatten. Även hans vän och kollega Siobhan Clarke noterar dock det märkliga sammanträffandet att en smågangster som under en tid trakasserat Clarke precis hittats innebränd. Trots sina skador lyckas Rebus snart ta sig från sjuksängen och tillsammans med Clarke möter han snart ett galleri av märkliga personligheter som leder närmare till gåtans lösning, däribland den hetsige parlamentsledamoten Bell och den goth-inspirerade tonåringen Miss Teri. Som ofta innehåller även denna roman många musikaliska referenser (huvudsakligen till skotska grupper och artister) samt skildrar ett stort antal pubar i Edinburgh.